# エロイズ (曲)
「エロイズ」（原題:Walking in the Park with Eloise）は、1974年にカントリー・ハムズ（The Country Hams）が発表した楽曲、及び同曲を収録したシングル。カントリー・ハムズはポール・マッカートニー&ウイングス（Paul McCartney & Wings）がこのシングルを発表するためだけに使用した変名である。

## 解説
1974年7月、新しいメンバーとしてギタリストのジミー・マッカロクとドラマーのジェフ・ブリトンを迎えたウイングスが、新しいアルバム制作に向けてのリハーサル・セッションを行うために訪れた、アメリカのテネシー州 ナッシュヴィルでレコーディングされた、インストゥルメンタル曲。作曲者はポールの実父ジェームズで、綿花の営業マン兼ミュージシャンをしていた50年代に作ったディキシーランド・ジャズ調の曲である。
若い頃はセミプロとして活躍するほどの音楽的素養を持っていた父親が自宅で弾くピアノをポールは子供の頃から聴いて育ち、音楽的にも大きな影響を受けた。ナッシュビルでのセッションが快適に進む中で、この曲のレコード化を夢見ながら諦めていた父親の思いを叶えることをポールは思い立ち、大御所ギタリストのチェット・アトキンスとピアノのフロイド・クレイマーに参加を頼んでレコーディングを行った。変名でリリースしたこともあり、チャート・インすることはなかったが、ポールはいわば父親孝行することができた。
2014年にリリースされた、ウィングスのアルバム『ヴィーナス・アンド・マース』アーカイブ・コレクションに収録された。
2016年に公開されたイギリスの作家レイモンド・ブリッグズ原作のアニメーション映画『エセルとアーネスト ふたりの物語』のサウンドトラックに、元々ブリッグズのファンだったポールは新曲「In The Blink Of An Eye」とともに、新たに録音し直したこの曲を提供した。
B面の「河に架ける橋組曲」は『レッド・ローズ・スピードウェイ』のレコーディング・セッションで録音されたマッカートニー夫妻の作品で、ナッシュビルではオーバーダブ用のセッションを行った。父親の作品同様にジャズ調のインストゥルメンタル曲である。
なお、バンド名に使われている「カントリーハム（Country Ham）」は、ナッシュビルがあるテネシー州などで生産されている塩蔵・燻製ハムである。

## 収録曲
| #         | タイトル                                        | 作詞・作曲                                    | 時間 |
| --------- | ----------------------------------------------- | --------------------------------------------- | ---- |
| 1.        | 「エロイズ」(Walking in the Park with Eloise)   | ジェームズ・マッカートニー                    | 3:09 |
| 2.        | 「河に架ける橋組曲」(Bridge On the River Suite) | ポール・マッカートニー リンダ・マッカートニー | 3:10 |
| 合計時間: | 合計時間:                                       | 合計時間:                                     | 6:19 |

## 演奏者

### ウイングス
- ポール・マッカートニー - ベースギター、ウォッシュボード (#1)、アコースティック・ギター (#2)
- リンダ・マッカートニー – シンセサイザー (#2)
- デニー・レイン – アコースティック・ギター (#1)、エレキギター (#2)
- ジミー・マカロック - エレキギター (#2)
- ジェフ・ブリトン - ドラムス (#1)

### ゲスト
- チェット・アトキンス - エレキギター (#1)
- フロイド・クレイマー - ピアノ (#1)
- ビル・プエット - クラリネット (#1)、サクソフォーン (#2)
- デニス・グッド - トロンボーン (#1)
- ボビー・トンプソン - バンジョー (#1)
- ドン・シェフィールド - トランペット (#1)
- デイビー・ラットン - ドラム (#2)
- タデウス・リチャード - サクソフォーン (#2)
- ノーマン・レイ - バリトン・サクソフォーン (#2)
- ジョージ・ティドウェル - トランペット (#2)
- バリー・マクドナルド - トランペット (#2)
- デール・クイレン - トロンボーン (#2)
- トニー・ドーシー - ブラス・アレンジメント (#2)

　※ポール・マッカートニー・プロジェクト公式サイトのデータより